# Nymphocixia vanduzeei
Nymphocixia vanduzeei är en insektsart som beskrevs av Frederick Arthur Godfrey Muir 1930. Nymphocixia vanduzeei ingår i släktet Nymphocixia och familjen kilstritar. Inga underarter finns listade i Catalogue of Life.